# Cova de ananás

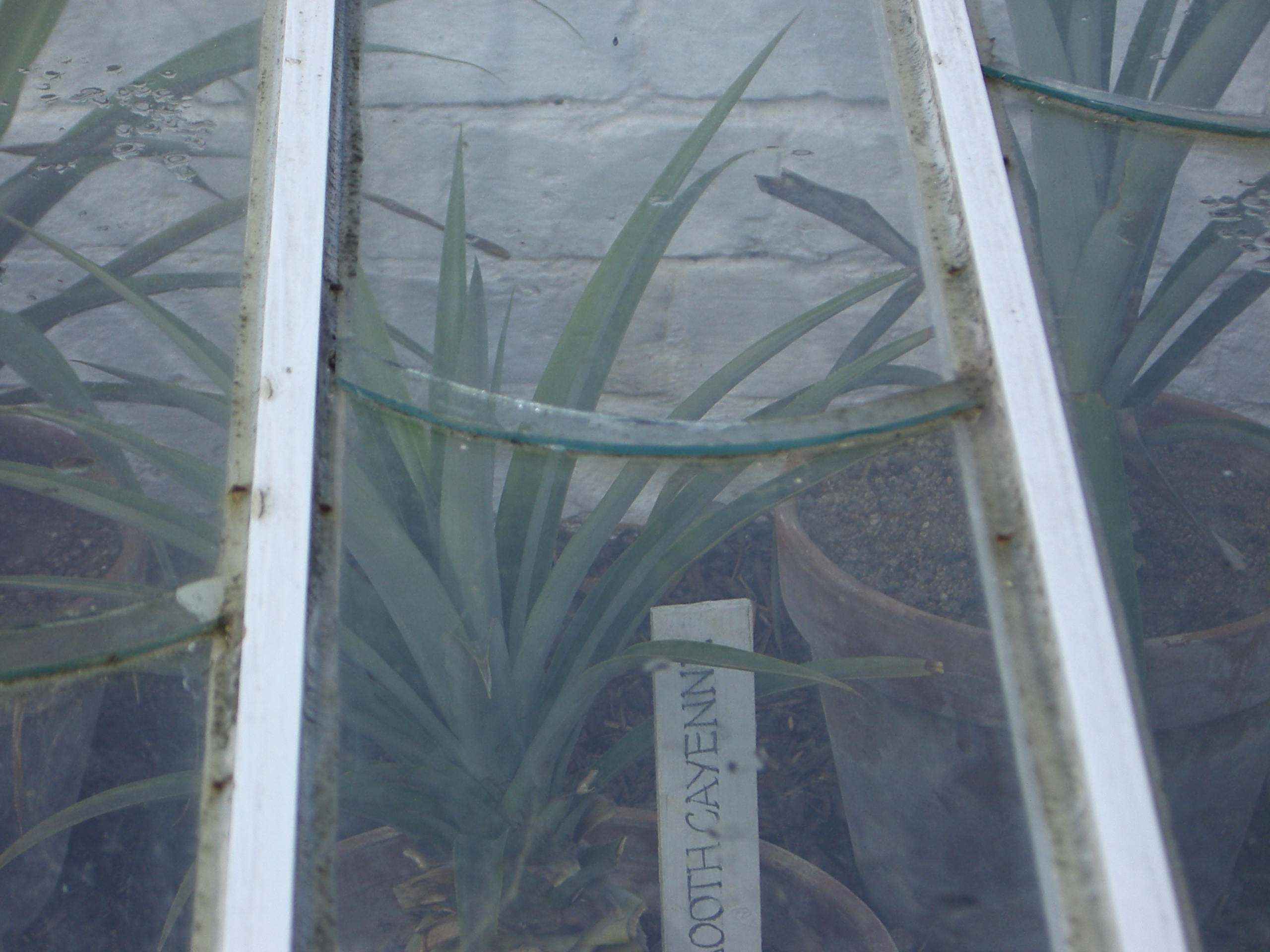
Imagem de um ananás dentro de uma cova de ananás nos Jardins Perdidos de Heligan, Cornualha, Reino Unido.

Uma cova de ananás (do inglês: pineapple pit) é um método de cultivo de ananases em climas mais frios. Um dos primeiros exemplos na Grã-Bretanha foi encontrado por arqueólogos em Heligan, na Cornualha. Os primeiros ananases conhecidos por terem sido cultivados na Europa foram cultivados na Holanda em 1685. Nenhum deles foi cultivado na Inglaterra até cerca de 1715.

## Método de cultivo
A cova de ananás consistia em três valas cobertas com vidro, ligeiramente abaixo do nível do solo, conectadas por duas paredes ocas. Os bebedouros externos eram mantidos cheios com 15 toneladas de esterco fresco de cavalo, que libertava calor à medida que se decompunha. Este calor passava por pequenas aberturas na parte inferior da parede, subia e era então forçado através de aberturas na parte superior da parede, para a calha central. O canal central é onde os ananases eram cultivados, em temperatura artificialmente alta, devido ao esterco.

## Manutenção e obsolescência
Uma cova de ananás requer uma grande quantidade de esterco fresco e trabalho manual para manter a temperatura da vala central.
A introdução dos navios a vapor fez com que a vala de ananás se tornasse obsoleta, pois era mais barato transportar frutas do exterior do que cultivá-las em condições especiais no Reino Unido. Em 2012, o custo de cultivo de um ananás numa cova de ananás na Cornualha foi estimado em mais de 1000 libras, se fossem somados os custos do estrume, da manutenção das covas e dos custos com pessoal.

## Covas de ananás modernas
Uma cova de ananás original foi descoberta nos Jardins Perdidos de Heligan, no Reino Unido, e renovado em 1993 por John Nelson, o historiador da arquitetura John Chamberlain e o historiador da horticultura Peter Thoday. O projeto original foi feito por Thomas Andrew Knight FRS. Ele usa duas variedades de ananases sul-africanos, Jamaica Queen e Smooth Cayenne. Em 1997, o primeiro ananás foi cultivado com sucesso na cova renovada. O segundo ananás cultivado ali foi presenteado à Rainha Isabel II do Reino Unido.